# Canto do cisne
Canto do cisne é uma referência a uma antiga crença de que o cisne-branco (Cygnus olor) é completamente mudo durante toda a sua vida, mas pode cantar uma bela e triste canção imediatamente antes de morrer. Entretanto, é sabido desde tempos remotos que esta crença é falsa; cisnes-brancos (também chamados de "cisnes-mudos") não são mudos durante a vida, produzindo grunhidos e assobios; e não cantam ao morrerem. Em particular, Plínio, o Velho refutou a crença no ano 77 em sua Naturalis Historia (livro 10, capítulo xxxii: olorum morte narratur flebilis cantus, falso, ut arbitror, aliquot experimentis, "observações mostram que a história do canto dos cisnes ao morrerem é falsa").
Não obstante, a lenda, que foi pronunciada por Sócrates no seu último discurso, permaneceu através dos séculos e aparece em vários trabalhos artísticos.
Por extensão, canto do cisne ou "canção do cisne" tornou-se uma metáfora, referindo-se a uma aparição final teatral e dramática, ou qualquer trabalho final ou conclusão. Por exemplo, a coleção de canções de Franz Schubert, publicada no ano de sua morte, 1828, é conhecida como a Schwanengesang (que em alemão significa "canção do cisne"). Isto traz a conotação de que o compositor estava prevendo sua morte iminente e usando suas últimas forças em um magnífico trabalho final.
Tal metáfora pode ser trazida aos dias atuais. O coprodutor Tony Visconti, que produziu o último álbum de David Bowie, Blackstar (2016), descreveu o álbum como um "canto do cisne" planejado de Bowie e um "presente de despedida" para seus fãs antes de sua morte.